# Karol Mikulski
Karol Mikulski (ur. 13 czerwca 1901 w Kijowie, zm. 18 marca 1940 w Gostyninie) – polski lekarz psychiatra.

## Życiorys

### Dzieciństwo i młodość
Wywodził się z ziemiańskiej rodziny o tradycjach inteligenckich. Urodził się w 1901 roku w Kijowie. Jego ojciec – Antoni Feliks Mikulski był profesorem psychiatrii (w 1924 objął katedrę psychiatrii na Uniwersytecie Stefana Batorego w Wilnie), matka Maria Grodecka pianistką. Uczęszczał do gimnazjum we Lwowie, następnie w Łodzi. Od 1919 działał w skautingu. Jako ochotnik brał udział w wojnie polsko-bolszewickiej (1920). Po złożeniu matury studiował medycynę kolejno na trzech uniwersytetach: w Krakowie, Wilnie, Warszawie (UW). Dyplom doktora nauk lekarskich uzyskał w 1927. W roku 1926 ożenił się z Idalią Jadwigą Gieysztor, primo voto Januszkiewiczową. Małżeństwo wychowywało dwoje dzieci: syna Idalii z pierwszego małżeństwa – Jerzego Januszkiewicza oraz córkę – Izabellę (dzisiaj: Galicką, historyka sztuki).
W latach 1928–1934 był asystentem Jana Mazurkiewicza w Klinice Psychiatrycznej UW. Jednocześnie pracował jako lekarz i psycholog szkolny w gimnazjach im. Zamoyskiego, Reja i Lorentza. Prowadził też poradnię psychologiczną. W roku 1929 odbył trzymiesięczne studia psychologiczne i psychiatryczne w Wiedniu, m.in. w poradni dla dzieci, utworzonej przez Alfreda Adlera. 1 listopada 1934 objął stanowisko wicedyrektora i ordynatora Szpitala dla Psychicznie i Nerwowo Chorych w Gostyninie. Był zwolennikiem psychiatrii zreformowanej, kładącej nacisk na humanitarne traktowanie pacjentów i terapię zajęciową. W 1936 odbył dwumiesięczną podróż naukową po Europie, odwiedzając szpitale i kliniki psychiatryczne w Niemczech, Francji, Włoszech, Jugosławii i Węgrzech. Osobiście poznał reprezentantów wiodącej w Europie psychiatrii niemieckiej, m.in. Rüdina, Schneidera, Luxenburgera, z inspiracji których w latach II wojny światowej na terenie okupowanej Polski i w III Rzeszy rozpoczęły się masowe mordy ludzi chorych psychicznie (Akcja T4). Pod wpływem Otmara von Verschuera, zainicjował w Polsce badania gemeliologiczne i wydał pionierską książkę Krótki zarys nauki o bliźniętach. Był członkiem Polskiego Towarzystwa Eugenicznego. Od 1937 prowadził przychodnię przeciwalkoholową w Płocku.

### Okres II wojny światowej
Zmobilizowany w końcu sierpnia 1939 w stopniu podporucznika[wymaga weryfikacji?] stawił się w Sokółce Podlaskiej, gdzie po wkroczeniu wojsk sowieckich dostał się do niewoli. Uciekł z transportu wiozącego polskich oficerów do obozu jenieckiego w Kozielsku. Powrócił do Polski, idąc pieszo nocami wzdłuż torów. Do Gostynina przybył w połowie października 1939 i podjął na nowo swoje obowiązki jako ordynator szpitala psychiatrycznego. W 1939 przystąpił do Związku Walki Zbrojnej. W tym czasie obszar Gostynina został włączony, jako część Kraju Warty, bezpośrednio do Rzeszy. Rozpoczęła się akcja „umacniania niemczyzny”, w ramach której okupanci niemieccy przystąpili do masowych mordów lokalnej inteligencji i „opróżniania” szpitali psychiatrycznych. Pierwsze wywózki chorych psychicznie tzw. pacjentów gminnych (za których płaciły gminy) rozpoczęły się w lutym 1940 pod pretekstem transportu do innych zakładów leczniczych. W rzeczywistości chorych uśmiercano gazem spalinowym lub rozstrzeliwano w pobliskich lasach. 17 marca 1940 do Gostynina przyjechała komisja niemiecka, która zażądała od Mikulskiego sporządzenia listy chorych „nierokujących wyzdrowienia” w celu ich eksterminacji. Lista miała być przygotowana w ciągu 24 godzin pod sankcją aresztowania. Mikulski, który biegle władał językiem niemieckim, wszedł z przedstawicielami komisji w ostry spór; powoływał się na etykę lekarską i stan wiedzy medycznej, który uniemożliwia stawianie trafnych diagnoz, a tym bardziej prognoz dotyczących psychicznych schorzeń. Mikulski żądanej listy nie sporządził; 18 marca 1940 nad ranem popełnił samobójstwo. Jego śmierć poruszyła lokalną społeczność; pogrzeb zgromadził tłumy ludzi.

## Ordery i odznaczenia
- Złoty Krzyż Zasługi 12 maja 1939 „za zasługi na polu pracy zawodowej”[6]

## Upamiętnienie
Z inicjatywy córki – Izabelli Galickiej i składek społecznych ufundowano poświęconą mu tablicę pamiątkową, która zawisła w 2010 w szpitalu psychiatrycznym w Gostyninie. W 2012 powstał film dokumentalny „Śmierć psychiatry. Eugenika i totalitaryzm” (reż. Amelia Łukasiak i Sławomir Małoicki, scen. Magdalena Gawin), opowiadający o jego życiu i tragicznej śmierci, który został udostępniony przez producenta na portalu Youtube. W 2017 roku imię Mikulskiego nadano ulicy w Gostyninie (wcześniej ulica Leona Rewekanta).

## Wybrane prace
- Przypadek syringomyelji po nieszczęśliwym wypadku przy pracy. „Nowiny Psychjatryczne”. 2 (4), s. 295–299, 1925.
- Przypadek napadowego krzyku i zaburzenia woli w przebiegu nagminnego zapalenia mózgu. „Rocznik Psychjatryczny”. 3, s. 11–18, 1926.
- Kilka uwag o zatruciu nowokainą. „Nowiny Lekarskie”. 38 (10), s. 429–431, 1926.
- Badania psychologiczne w szkole średniej. Warszawa: Skł. gł. w Księgarni J. Lisowskiej, 1930. Brak numerów stron w książce
- Zagadnienia wychowawcze a psychologia indywidualna Adlera. „Zagadnienia Rasy”, 1930.brak numeru strony
- Odpowiedź na recenzję p. dra B. Zawadzkiego. „Polskie Archiwum Psychologii”. 4 (3), s. 185–187, 1931.
- Mikulski K., Liszka A.. O niewyzyskanych źródłach zimnicy leczniczej. „Rocznik Psychjatryczny”. 18/19, s. 28–53, 1932.
- Przyczynek do badań nad bliźniętami homologicznemi. „Warszawskie Czasopismo Lekarskie”. 10, s. 15–17, 1933.
- Brunowa M., Mikulski K.. W sprawie zimniczego i salicylowego leczenia schizofrenji. „Rocznik Psychjatryczny”. 21, s. 45–67, 1933.
- Z badań nad bliźniętami. Warszawa: Bibljoteka Polska, 1934. Brak numerów stron w książce
- Niektóre dane o opiece nad psychicznie chorymi w Województwie Warszawskiem. „Życie Mazowsza”. 1 (5), s. 137–139, 1935.
- Znaczenie badań nad bliźniętami dla nauki o dziedziczeniu i eugeniki. „Eugenika Polska”. 19 (3), s. 188–200, 1937.
- Krótki zarys nauki o bliźniętach (gemelliologia). Płock: Drukarnia Braci Detrychów, 1937. Brak numerów stron w książce
- O roli i znaczeniu leczenia wapniowego w lecznictwie schizofrenii. „Nowiny Lekarskie”. 17, s. 506–512, 1938.
- O upojeniu sennym i stanach pokrewnych. „Nowiny Psychiatryczne”. 15 (1/4), s. 68–98, 1938.